# Mustalampi (sjö i Mellersta Österbotten)
Mustas eller finska:Mustonen är en sjö i Finland. Den ligger i kommunen Kaustby i landskapet Mellersta Österbotten, i den centrala delen av landet, 400 km norr om huvudstaden Helsingfors. Mustas ligger 34 meter över havet. Arean är 25 hektar och strandlinjen är 2,1 kilometer lång. Sjön  ingår i Perho å huvudavrinningsområde.   I omgivningarna runt Mustas växer i huvudsak blandskog.